# Le Cheylas
Le Cheylas – miejscowość i gmina we Francji, w regionie Owernia-Rodan-Alpy, w departamencie Isère.
Według danych na rok 1990 gminę zamieszkiwało 1567 osób, a gęstość zaludnienia wynosiła 186 osób/km² (wśród 2880 gmin regionu Rodan-Alpy Le Cheylas plasuje się na 544. miejscu pod względem liczby ludności, natomiast pod względem powierzchni na miejscu 1247.).
Przez gminę przepływa rzeka Isère. 